# 锯尾隆背蚤
锯尾隆背蚤（学名：Bunops serricaudata）为粗毛蚤科隆背蚤属的动物。分布于亚洲、欧洲、北美洲、非洲以及中国大陆的江苏、湖北、河北等地，多见于湖汊和小池塘中。